# Canariomys bravoi
Canariomys bravoi är en utdöd däggdjursart som beskrevs av Crusafont-Pairó & Petter, 1968. Canariomys bravoi ingår i släktet Canariomys och familjen råttdjur.
Denna gnagare levde på Kanarieöarna. Kvarlevor av arten hittades på Teneriffa. Fossil av detta djur förekommer praktiskt taget över hela ön, men de hittades oftast i grottor och i vulkaniska tunnlar. Ofta upptäcktes i samma avlagring kvarlevor av andra utdöda djur, till exempel av jätteödlan Gallotia goliath.
Fossil av arten dateras vanligen till pliocen och pleistocene, även om vissa av dem dateras till holocen. Artens skalle blev upp till 7 centimeter lång och hela djuret kunde ha nått storleken av en kanin. Så var Canariomys bravoi betydligt större jämfört med andra europeiska arter av råttdjur.
Denna jättelika råtta, liksom andra inhemska arter på ögruppen, utrotades troligen av människor, som kunde fånga dem, eller genom inverkan av andra djur. För närvarande visar Museo de la Naturaleza y el Hombre i Santa Cruz de Tenerife olika skallar och ben av detta fossila djur och rekonstruktioner som liknar uppstoppade exemplar.